# Mark Johnson (ijshockeyer)
Mark Einar Johnson (Minneapolis, 22 september 1957) is een Amerikaans ijshockeyer. 
Tijdens de Olympische Winterspelen 1980 in eigen land won Johnson samen met zijn ploeggenoten de gouden medaille. 
In 1980 tekende Johnson voor de NHL-club Pittsburgh Penguins. In 1990 ging Johnson spelen in Europa waar hij twee seizoenen speelde.
Johnson was in 2010 de coach van de Amerikaanse vrouwen-ijshockeyploeg die olympisch zilver won.